# 朔爾茨內閣
朔爾茨內閣（德語：Kabinett Scholz）是2021年至2025年間的德國內閣，由總理奧拉夫·朔爾茨領導，並由朔爾茨的德國社會民主黨（社民黨）、聯盟90/綠黨（綠黨）和自由民主黨（自民黨，後在2024年退出）組成。該三黨組成的執政聯盟被稱為交通燈聯盟、紅綠燈聯盟（意取三黨的代表色，社民黨紅色、綠黨綠色及自民黨黃色），而朔爾茨內閣亦是德國聯邦層面有史以來首個交通燈聯合政府。
在2021年聯邦議院選舉後，社民黨、綠黨和自民黨在同年11月24日達成組閣協議。朔爾茨及後在12月8日被聯邦議院推選為總理。其根據組閣協議組成的內閣則在同一天獲總統弗蘭克-瓦爾特·施泰因邁爾委任。
社民黨在12月4日黨大會以98.8%的比數（598票贊成，7票反對，3票棄權）批准組閣協議。自民黨則在翌日黨大會以92.24%的比數（535票贊成，37票反對，8票棄權）批准，而綠黨亦在6日以86%的比數（61,174票贊成，8,275票反對，1,701票棄權）批准。
12月8日，聯邦議院以395票贊成，303票反對，通過由朔爾茨擔任新任總理。
隨著朔爾茨在2024年11月6日免去財長林德納的職務，紅綠燈聯盟宣告解體，並且在2025年2月23日提前大選。

## 組成
朔爾茨內閣由總理朔爾茨和16名聯邦部長組成。其中社民黨領導8個部門，綠黨領導5個部門，而自民黨則領導4個部門。
| 排名 | 職位                                       | 肖像 | 姓名                  | 政黨          | 政黨          | 上任日期            | 卸任日期      |
| ---- | ------------------------------------------ | ---- | --------------------- | ------------- | ------------- | ------------------- | ------------- |
| 1    | 總理                                       |      | 奧拉夫·朔爾茨         | 社民黨        |               | 2021年12月8日       | 2025年5月6日  |
| 2    | 副總理 聯邦經濟事務和氣候行動部長          |      | 羅伯特·哈貝克         | 綠黨          |               | 2021年12月8日       | 2025年5月6日  |
| 3    | 聯邦財政部長                               |      | 克里斯蒂安·林德納     | 自民黨        |               | 2021年12月8日       | 2024年11月6日 |
| 3    | 聯邦財政部長                               |      | 約爾格·庫基斯         | 社民黨        |               | 2024年11月7日       | 2025年5月6日  |
| 4    | 聯邦內政和国土部長                         |      | 南希·費瑟             | 社民黨        |               | 2021年12月8日       | 2025年5月6日  |
| 5    | 聯邦外交部長                               |      | 安娜莱娜·贝尔伯克     | 綠黨          |               | 2021年12月8日       | 2025年5月6日  |
| 6    | 聯邦司法部長                               |      | 馬可·布施曼           | 自民黨        |               | 2021年12月8日       | 2024年11月6日 |
| 6    | 聯邦司法部長                               |      | 福尔克·维辛           | 無黨籍        |               | 2024年11月7日       | 2025年5月6日  |
| 7    | 聯邦勞動及社會事務部長                     |      | 胡伯圖斯·海爾         | 社民黨        |               | 2018年3月14日       | 2025年5月6日  |
| 8    | 聯邦國防部長                               |      | 克里斯蒂娜·蘭布雷希特 | 社民黨        |               | 2021年12月8日       | 2023年1月19日 |
| 8    | 聯邦國防部長                               |      | 鲍里斯·皮斯托里乌斯   | 社民黨        | 2023年1月19日 | 現任 （属默茨内阁） |               |
| 9    | 聯邦食品及農業部長                         |      | 傑姆·厄茲代米爾       | 綠黨          |               | 2021年12月8日       | 2025年5月6日  |
| 10   | 聯邦家庭事務、老年、婦女及青年部長         |      | 安妮·斯皮格爾         | 綠黨          |               | 2021年12月8日       | 2022年4月25日 |
| 10   | 聯邦家庭事務、老年、婦女及青年部長         |      | 麗莎·帕斯             | 綠黨          | 2022年4月25日 | 2025年5月6日        |               |
| 11   | 聯邦衛生部長                               |      | 卡爾·勞特巴赫         | 社民黨        |               | 2021年12月8日       | 2025年5月6日  |
| 12   | 聯邦數位及交通部長                         |      | 沃爾克·威辛           | 自民黨→無黨籍 |               | 2021年12月8日       | 2025年5月6日  |
| 13   | 聯邦環境、自然保育、核安全及消費者保護部長 |      | 史蒂菲·萊姆克         | 綠黨          |               | 2021年12月8日       | 2025年5月6日  |
| 14   | 聯邦教育及研究部長                         |      | 貝蒂娜·斯塔克-瓦青格  | 自民黨        |               | 2021年12月8日       | 2024年11月6日 |
| 14   | 聯邦教育及研究部長                         |      | 傑姆·厄茲代米爾       | 綠黨          |               | 2024年11月7日       | 2025年5月6日  |
| 15   | 聯邦經濟合作及發展部長                     |      | 斯文雅·舒爾茨         | 社民黨        |               | 2021年12月8日       | 2025年5月6日  |
| 16   | 聯邦房屋、都市發展及建設部長               |      | 克拉拉·蓋維茨         | 社民黨        |               | 2021年12月8日       | 2025年5月6日  |
| 17   | 聯邦特別事務部長 總理府主任                |      | 沃爾夫岡·施密特       | 社民黨        |               | 2021年12月8日       | 2025年5月6日  |